# Luka (Vojno-Jaseněckij)
Svatý Lukáš Simferopolský (také znám jako sv. Lukáš Krymský, občanským jménem Valentin Felixovič Vojno-Jaseněckij, 27. dubnajul./ 9. května 1877greg. Kerč – 11. června 1961 Simferopol) byl ruský pravoslavný arcibiskup a lékař (chirurg, lékař-nezištník). Během komunistického režimu v Rusku byl pronásledován, vězněn a celkem 11 let strávil v nuceném exilu. Zemřel jako arcibiskup simferopolský v pověsti svatosti. Kanonizován byl v roce 1996.

## Život
Narodil se na Krymu otci Polákovi a matce Rusce. Původně chtěl studovat umění, nakonec se rozhodl pro medicínu, protože podle vlastních slov chtěl být platný lidem, kteří jsou v nouzi. Po promoci a praxi venkovského lékaře byl v roce 1908 přijat na moskevskou akademii dr. Diakonova a završil svá studia disertací. Během první světové války působil jako lékař na frontě. Ještě před koncem války se odstěhoval do Taškentu, kde působil jako vyučující na nově otevřené lékařské fakultě. V roce 1919 zemřela jeho žena a zůstal sám se čtyřmi dětmi. Během účasti na lékařském kongresu mu byla během jednoho ze soukromých rozhovorů navržena možnost stát se knězem.
V roce 1923 přijal mnišské postřižení a přijal mnišské jméno Lukáš, který byl evangelistou a lékařem. Ve stejném roce byl jmenován biskupem taškentským a téměř okamžitě byl tajnou policií (ČEKA) zatčen a deportován na Sibiř. Byl vyslýchán za pomoci výslechu na běžícím pásu. Ten čekisté provozovali tak, že se střídali nonstop u vyslýchaného. Biskup Lukáš byl tímto způsobem vyslýchán dvakrát, v jednom případě 13 dní v kuse bez spánku. Ve vazbě byl také vyšetřovateli týrán, zejména kopáním až do krve.
Ve vyhnanství psal odborné knihy a prováděl bezplatně lékařskou praxi (lékař nezištník). Během druhé světové války žádal Stalina, aby přerušil jeho vyhnanství a on mohl pomáhat na frontě. Bylo mu vyhověno, působil v krasnojarském kraji jako chirurg (nabídku ředitele zdravotnictví kraje odmítl). Působil jako biskup taškentský. Církevně byl povýšen v roce 1942 na arcibiskupa simferopolského.
Po válce byl vyznamenán stalinovým řádem první třídy. Začátkem roku 1955 úplně oslepl. Přesto neúnavně pracoval jako zpovědník, vysluhoval i nadále svaté Tajiny, a přijímal četné návštevy k duchovním rozhovorům, ačkoli byl kontrolován tajnou policí. Velkou čast dne trávil také v chrámu a na moitbách. V roce 1961 zemřel jako arcibiskup simferopolský v pověsti svatosti.

## Kanonizační proces
Translace (přenesení) ostatků z hrobu do katedrály v Simferopolu proběhlo v roce 1996 a byl zapsán mezi pravoslavné světce. Církevní svátek připadá na 29. května (jul.) resp. 11. června

## Galerie

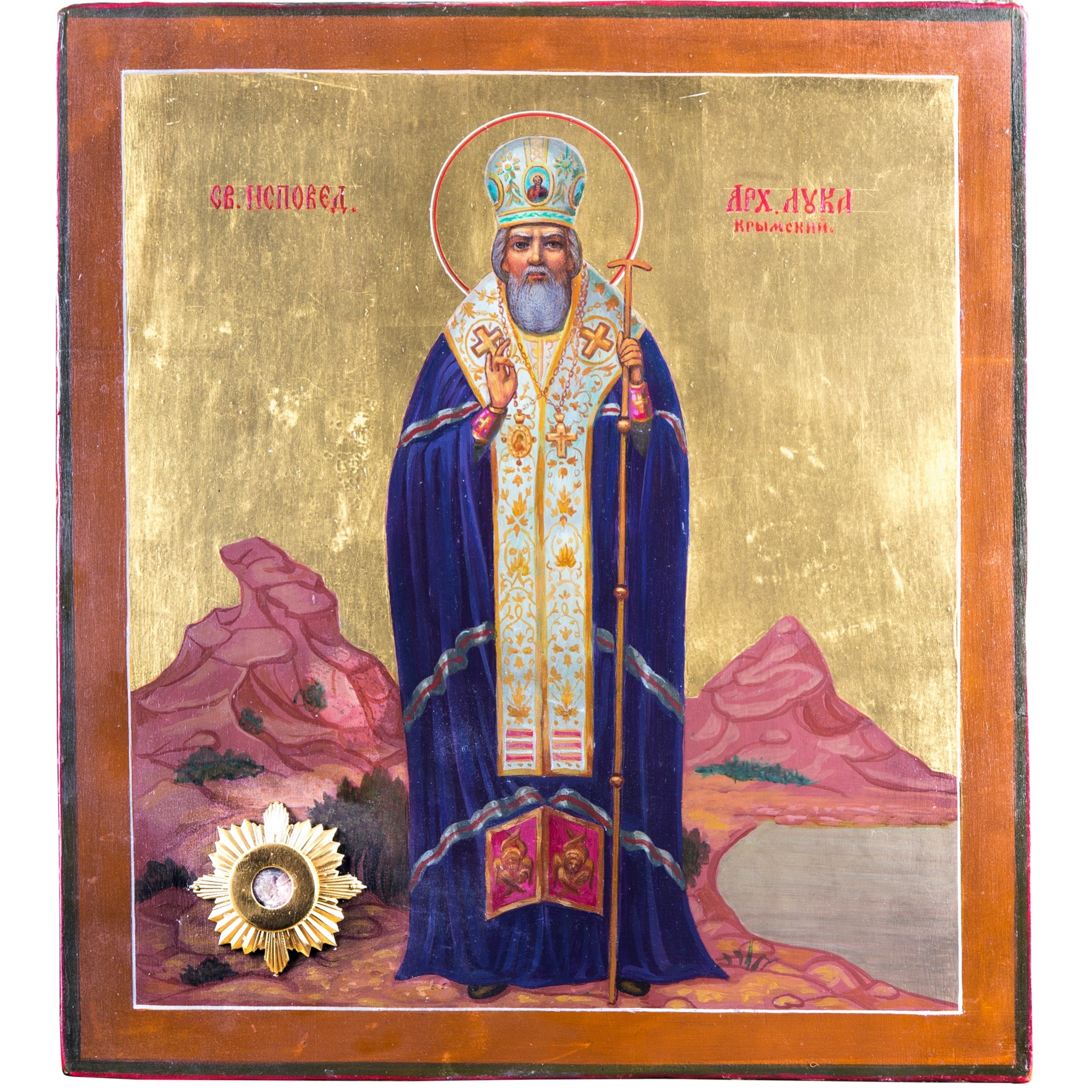
Ikona sv. Lukáše Krymského
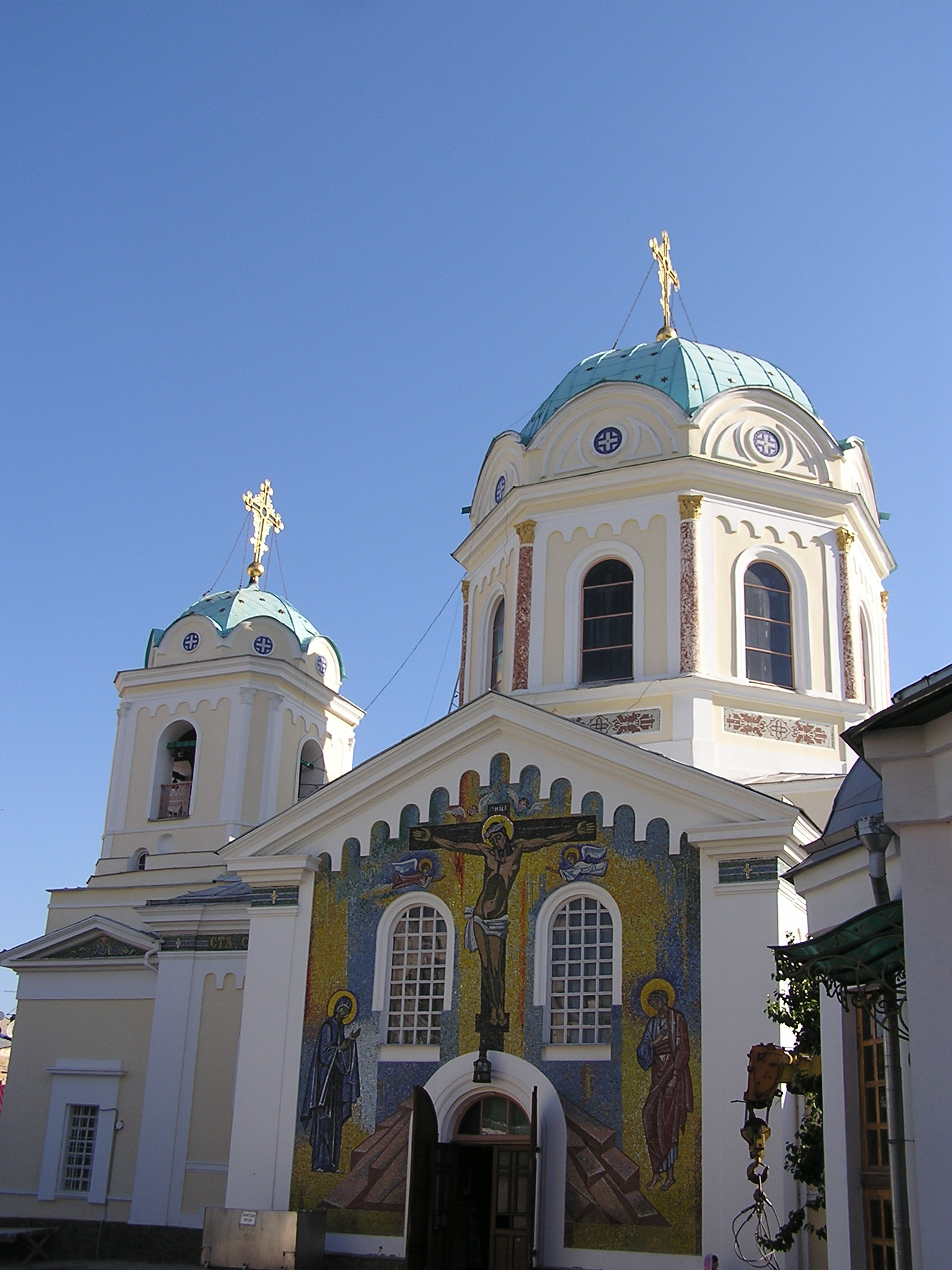
Katedrála přesvaté Trojice v Simferopolu, kde jsou uloženy relikvie arcibiskupa Lukáše